# 千灯籠まつり

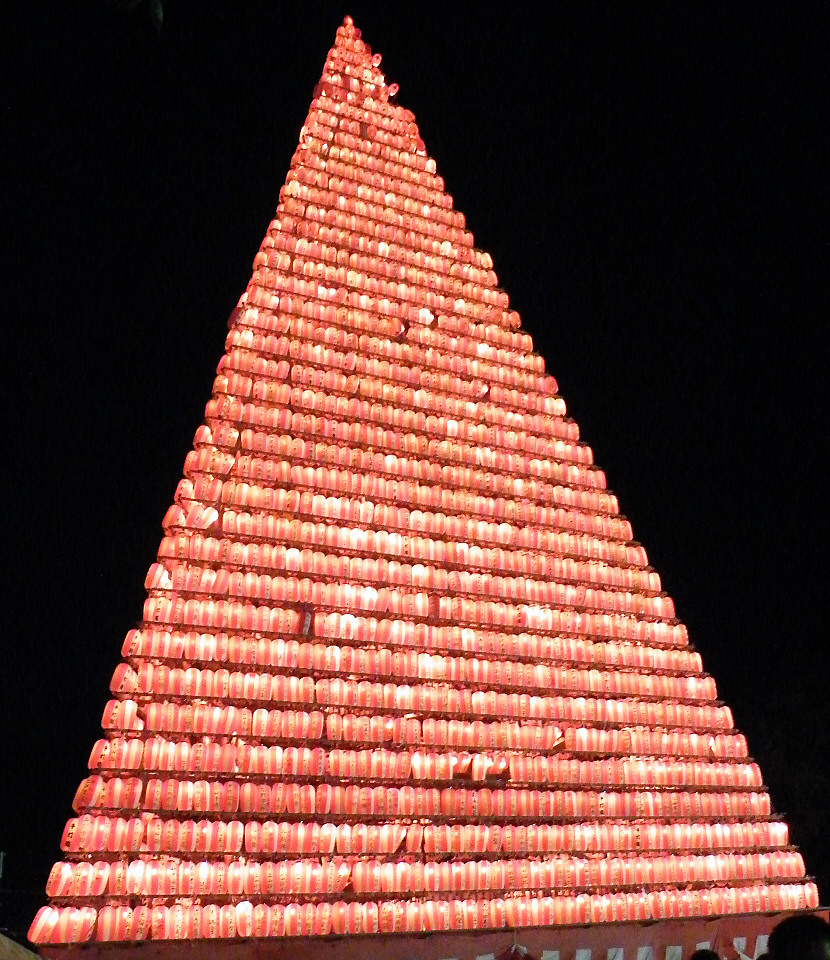
千灯籠まつりの灯籠タワー

千灯籠まつり（せんとうろうまつり）は、長崎県佐世保市江迎町で毎年8月23日・24日に行われている祭りである。千灯籠祭りとも表記する。

## 概要
発祥は戦国時代末期から続いている水かけ地蔵祭りであるが、祭りの際に家の軒先に灯籠を飾ったり寺院に灯籠を奉納することが盛んになり、やがて江迎町内全体に灯籠が多数飾られる現在の姿になり「千灯籠」と呼ばれるようになったものである。
江迎町が北松炭田からの石炭産出で繁栄した時期は特に盛んに催されたが炭鉱閉山と共に一時衰えた。その後、地元住民らの努力により現在も開催が続けられている。1989年（平成元年）には、江迎町役場（現佐世保市役所江迎支所）裏の高台に高さ22mの灯籠タワーが作られ、現在まで祭りのシンボルとなっている。
灯籠タワーには、毎年約3,300個もの灯籠が飾られている。

## 行事等
- 水かけ地蔵まつり - 8月23日に江迎市街近くの寿福寺から木彫り地蔵が地元児童らのかつぐ神輿に載せられ近くの嘉例川（江迎川支流）に運ばれ、川の水を地蔵にかける。その後江迎町内を神輿が練り歩き、沿道から地蔵やかついでいる児童らに水がかけられる。
- 灯籠 - 約10,000個の灯籠（紙灯籠が多い）が江迎町内の道沿いに飾られ、23・24日両日とも夕刻から点灯される。
- 花火大会 - 8月23・24日両日開催。

## 交通アクセス
- 松浦鉄道江迎鹿町駅下車。
- 西肥自動車（西肥バス）「江迎バスセンター（停留所表示は「江迎」）」下車。
- 国道204号で佐世保市内から江迎町まで約50分。西九州自動車道佐々ICからは約15分。ただし、開催期間中は渋滞するので注意。
- 花火大会終了後、松浦鉄道と西肥バスの臨時便が運行される。